# Näätäselkä
Näätäselkä är en kulle i Finland.   Den ligger i den ekonomiska regionen  Fjäll-Lappland  och landskapet Lappland, i den norra delen av landet, 900 km norr om huvudstaden Helsingfors. Toppen på Näätäselkä är 301 meter över havet.
Terrängen runt Näätäselkä är platt.  Trakten runt Näätäselkä är nära nog obefolkad, med mindre än två invånare per kvadratkilometer. Omgivningarna runt Näätäselkä är i huvudsak ett öppet busklandskap.